# ニコチン酸
ニコチン酸（ニコチンさん、英: nicotinic acid、Na）とは、ピリジンカルボン酸の3つの構造異性体の中の1つである。ニコチン酸とニコチン酸アミドを総称してナイアシンと呼ばれる。ナイアシンは、ビタミンB群の中のビタミンB3に当たる。

## 歴史
1867年にアルカロイドのニコチンを酸化して得られるカルボン酸として発見され、ニコチン酸という慣用名が与えられた。1911年に鈴木梅太郎およびC.Funkらが生体より抗ペラグラ因子（こうペラグラいんし、pellagra‐preventive factor）として単離した。ニコチン酸がビタミンであることは、1937年にC.A.Elvehjemによって明らかにされた。
20世紀末頃で世界中の1年間のニコチン酸の生産量を合算すると、1万トン以上に達していた。ただし、その大部分は飼料用として生産されていた物であって、ヒトに用いる食品添加物や医薬品用のニコチン酸は、全生産量の1割にも満たない量であった。

## 製法・生合成
3位に側鎖を持つβ-ピコリンなどピリジン誘導体を、硝酸や過マンガン酸カリウムなど強い酸化剤で酸化すると得られる。また、ピリジン環を構築する方法でも合成される。ニコチン酸と銅との塩は、水に溶けにくい。
動物・菌類では生体内で、トリプトファンからキヌレニン、3-ヒドロキシアントラニル酸を経由して、一方、植物や細菌ではアスパラギン酸とグリセロール近縁代謝物質であるC3ユニットから生合成される。

## 生理活性
生体内では、ニコチン酸を部分構造に含むニコチンアミドアデニンジヌクレオチドやニコチンアミドアデニンジヌクレオチドリン酸が、酸化還元酵素の水素受容体であり、補酵素として重要である。